# Demitri Maximoff
Demitri Maximoff (デミトリ・マキシモフ?, Demitori Makishimofu) è un personaggio immaginario appartenente al franchise videoludico Darkstalkers  di Capcom. All'interno della serie è presentato come un vampiro nobile e acerrimo rivale della Succube Morrigan Aensland.

## Creazione e Sviluppo
Demitri Maximoff è stato creato come personaggio principale e mascotte del franchise, ruolo che gli verrà rubato da Morrigan Aensland.

## Altre Versioni

### Cartone animato
Demitri è un personaggio centrale della serie di cartoni animati americana Darkstalkers del 1995, in cui è stato doppiato da Michael Donovan, mentre il suo retroscena e il suo aspetto fisico hanno subito cambiamenti significativi. È illustrato con una carnagione verde-brunastra con occhi dalle pupille rosse all'inizio della serie, per poi diventare bianche in seguito. Nella trama dello spettacolo, molto lontana da quella dei giochi, Demitri è svegliato da Pyron come suo servitore e ha offerto ricompense per farlo da Pyron come suo servitore e ha offerto ricompense per farlo. Forma un'alleanza inquieta con Morrigan sotto il comando di Pyron. Demitri è presentato come un codardo. Cerca il potere dal teschio di cristallo su sollecitazione del conte Dracula; così armato, vince quasi, prima di essere sopraffatto da Harry Grimoire, il protagonista ribelle giovanile dello spettacolo. Demitri è inoltre responsabile della morte non canonica dei genitori di Anita dopo averli attaccati e aver consumato il loro sangue. Raffigurato come il nipote fedele di Dracula; vicino alla conclusione della serie, Dracula lo convoca e dice che Demitri deve prendere le redini del potere come nuovo Lord of Vampires, mentre è esausto dalle sue battaglie con Van Helsing.

### Anime
Demitri è un personaggio importante nell'anime OAV Night Warriors: Darkstalkers' Revenge. In italiano la sua voce è quella del doppiatore Alessandro Rossi.